# Too Much Too Soon
Too Much Too Soon è il secondo album della band glam rock dei New York Dolls, pubblicato nel 1974.

## Il disco
Pubblicato dalla Mercury Records il 10 maggio 1974, il disco venne registrato all'inizio di quell'anno presso gli A&R Studios di New York e prodotto da Shadow Morton. Insoddisfatto della registrazione del loro album di debutto omonimo del 1973, David Johansen arruolò Morton per le sessioni di registrazione, il quale trovò motivazione nell'energia della band e intraprese il progetto come una sfida.
L'album ebbe un riscontro negativo per quanto riguarda le vendite e si classificò solo al numero 167 della classifica Billboard ma ricevette recensioni positive dalla maggior parte dei critici, alcuni dei quali ritennero che la produzione di Morton mettesse in risalto il suono grezzo del gruppo e lo rendessero un disco migliore del loro album di debutto. Col tempo, Too Much Too Soon, divenne uno dei dischi più importanti nella storia del punk rock.
Dopo un tour nazionale pieno di problemi, i New York Dolls vennero licenziati dalla Mercury e si sciolsero pochi anni dopo.

## Tracce
1. Babylon – 3:31 (David Johansen, Johnny Thunders)
2. Stranded in the Jungle – 3:46 (James Johnson, Ernestine Smith)
3. Who Are the Mystery Girls? – 3:08 (David Johansen, Johnny Thunders)
4. (There's Gonna Be A) Showdown – 3:38 (Kenny Gamble, Leon Huff)
5. It's Too Late – 4:40 (David Johansen, Johnny Thunders)
6. Puss 'N' Boots – 3:06 (David Johansen, Sylvain Sylvain)
7. Chatterbox – 2:25 (Johnny Thunders)
8. Bad Detective (The Coasters cover) – 3:39 (Keni St. Lewis)
9. Don't Start Me Talkin' – 3:13 (Sonny Boy Williamson II)
10. Human Being – 5:45 (David Johansen, Johnny Thunders)

## Formazione
The New York Dolls
- David Johansen – voce solista, armonica, gong
- Arthur "Killer" Kane – basso
- Jerry Nolan – batteria
- Sylvain Sylvain – chitarra, pianoforte, basso, voce
- Johnny Thunders – chitarra solista, voce, voce solista in Chatterbox

Musicisti aggiuntivi
- Peter Jordan – basso
- Alex Spyropoulos – pianoforte